# Velleia exigua
Velleia exigua är en tvåhjärtbladig växtart som först beskrevs av Ferdinand von Mueller, och fick sitt nu gällande namn av R.C. Carolin. Velleia exigua ingår i släktet Velleia och familjen Goodeniaceae. Inga underarter finns listade i Catalogue of Life.